# Skallning
Skallning eller dansk skalle är ett slag utfört med huvudet mot en annans ansikte. Den som skallar någon använder pannan så den slår i näsan eller tänderna/munnen.
En dansk skalle gör oftast mer skada än ett knytnävsslag men kan göra mer skada på skallaren än på offret om det tar fel.